# Islinge gård

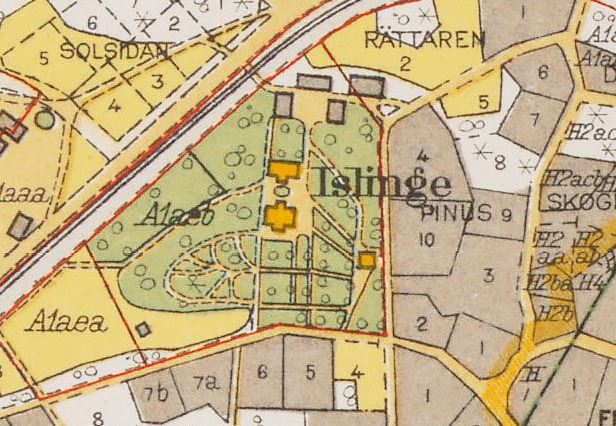
Islinge gård, huvudbyggnad, norra flygeln och trädgården, 1917.

Islinge gård var ett tidigare torp beläget i nuvarande kommundelen / stadsdelen Islinge på nordvästra Lidingön i Lidingö kommun, Stockholms län. Islinge gård gav kommundelen Islinge sitt namn.

## Historik

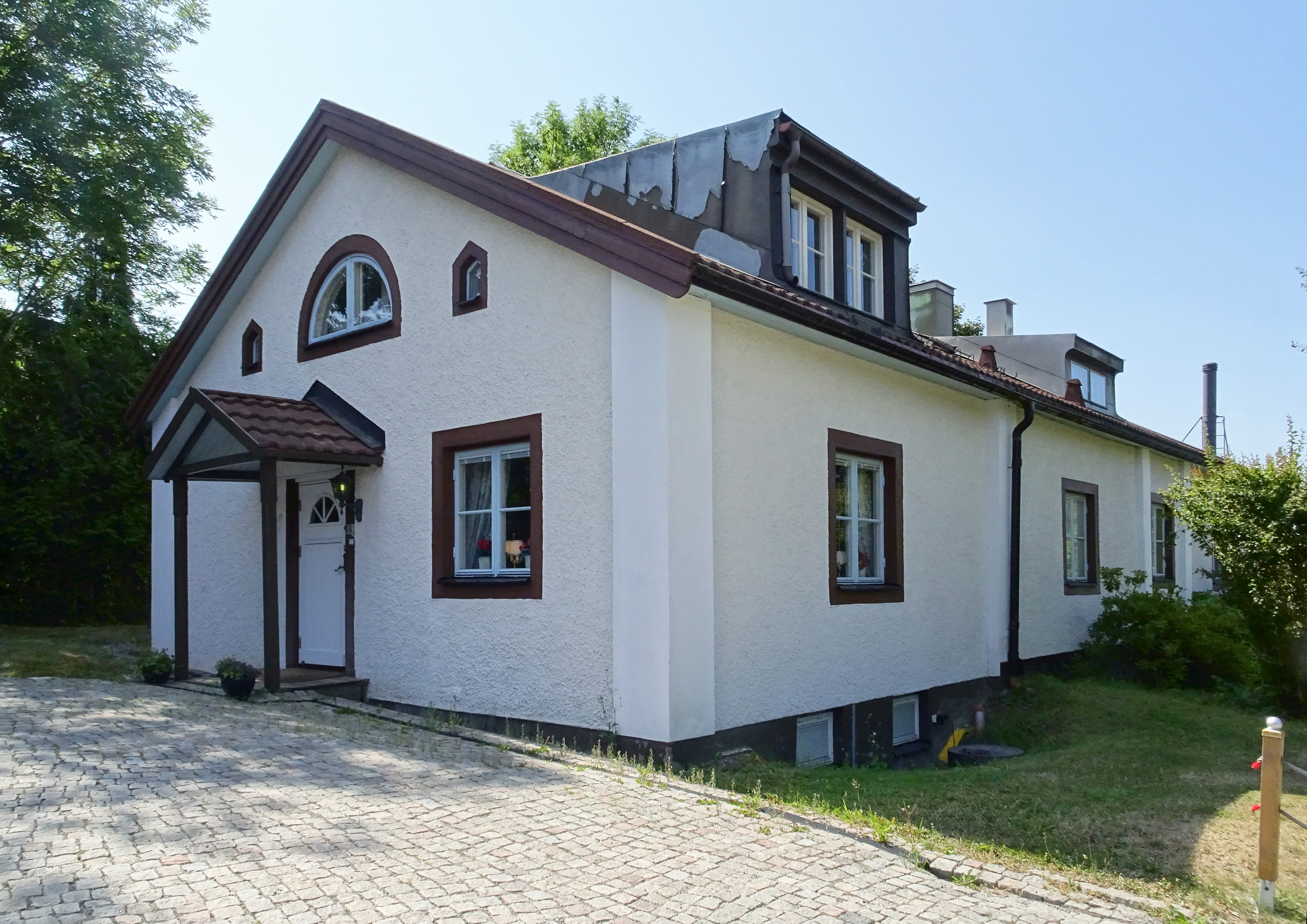
Gårdens före detta norra flygel, 2021.

Platsen var bebodd redan på järnåldern, vilket en runsten (Upplands runinskrifter 172) vittnar om. Runstenen fanns kvar på fyndplatsen i östra Islinge åtminstone en bit in på 1860-talet, då den placerades vid gårdens huvudbyggnad. 1943 flyttades stenen till en kulle vid Dalängen för att den skulle bli mer synlig och tillgänglig för allmänheten. 
Islinge gård är belagd i handlingar redan 1379. Huvudbebyggelsen låg strax söder om Norra Kungsvägen, i kvarteret Gården mellan nuvarande Roburvägen och Tiliavägen. Namnet Islinge kommer av "Ist" och "linge", vilket betyder att isen ligger kvar längre i viken än i vattnet mellan Stockholm och Lidingö.
Islinge var en av Lidingös 20 gårdar som lydde under Djursholms fideikommiss. Islinge med en gårdsbyggnad redovisas redan 1720 på kartografen Lars Kietzlinghs Geometrisk Charta öfwer Sticklinge, Tÿcketorp och Islinge Med Underliggande Torp. Stället beskrivs där som 1/4 frälsehemman som arrenderades av kungens befallningsman Gabriel Rudon. 1731–1774 utgjorde Djursholm med Lidingön ett fideikommiss för släkten Banér. I samband med avvecklingen av Djursholms fideikommiss 1774 förvärvades Islinge av stadsmäklaren Fredrik Nettelbladt.
En av gårdens mera kända ägare var bergsingenjören Carl Gustaf Dahlerus som förvärvade egendomen 1889. År 1905 bildade han Islinge villasamhälle och var samma år en av stiftarna av Lidingö Trafik AB. Islinge Villasamhälle kom att bli fröet till nuvarande kommundelen Islinge. Samtidigt med köpet av gården lät han även anlägga  Islinge Kolförädlingsverk som hade sina fabrikslokaler i Islingevikens innersta del, ungefär där tennisbanorna ligger idag.

### Gårdens vidare öden
Området stadsplanerades i slutet av 1960-talet. Huvudbyggnaden var kvar in på 1970-talet då den revs och ersattes av några villor. Norra flygeln finns kvar dock i ombyggt skick och inhyser idag (2021) en läkarmottagning. Kvartersnamnet Gården och lokalgatan Gårdsstigen påminner fortfarande om Islinge gård.

## Ägarlängd

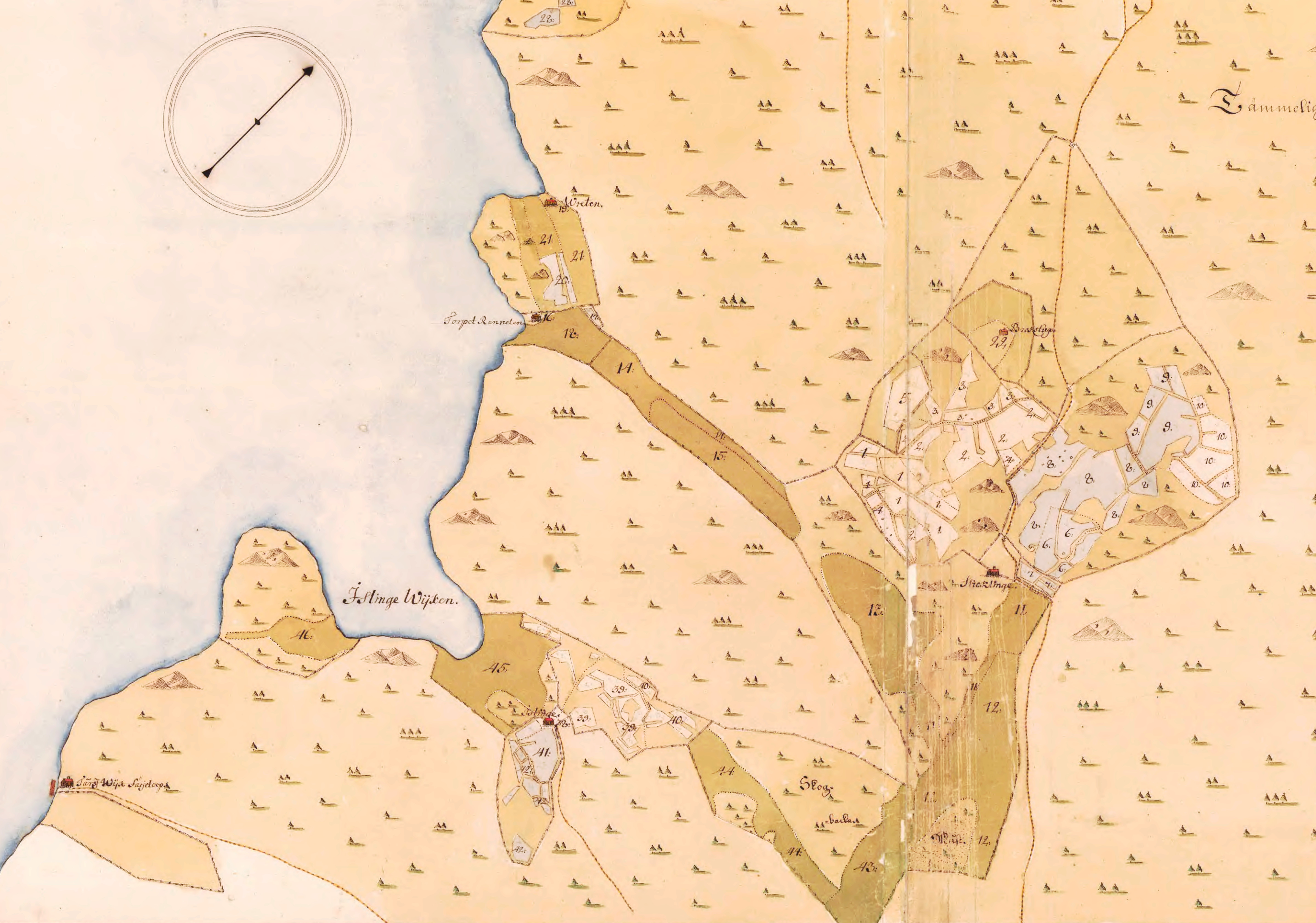
Sticklinge och Islinge på Lars Kietzlinghs karta från 1720.

- 1774 – Fredrik Nettelbladt, stadsmäklare
- 1785 – Axel Beckenmark, stärbhusnotarie
- 1789 – Adolf Fredrik Beckenmark, auditör, son till föregående
- 1800 – Mikael Nyberg, guld- och silverarbetare
- 1805 – Johan Peter Kuhlman, kamrer i Riksens Ständers Riksgäldsdiskontoverk
- 1809 – Anders Immerman, fabrikör
- 1831 – Wilhelm Immerman, lantbrukare och jägare, släkting till föregående ägare
- 1868 – August Dagobert Weber, löjtnant, sedermera major
- 1889 – Carl Gustaf Dahlerus, bergsingenjör och kemist